# Tezontlalpa de Zapata
Tezontlalpa de Zapata, även benämnd Tezontlalpan, är en mindre ort i Mexiko, tillhörande kommunen Hueypoxtla i norra delen av delstaten Mexiko. Orten hade 1 357 invånare vid folkräkningen 2010.